# جان اندرسون (بازیکن فوتبال، زاده ۱۹۲۱)
جان اندرسون (انگلیسی: John Anderson; ۱۱ اکتبر ۱۹۲۱ – ۸ اوت ۲۰۰۶) بازیکن فوتبال اهل بریتانیا بود.
از باشگاه‌هایی که در آن بازی کرده‌است می‌توان به باشگاه فوتبال ناتینگهام فارست، باشگاه فوتبال پیتربورو یونایتد، و باشگاه فوتبال منچستر یونایتد اشاره کرد.